# Malthopsis austrafricana
Malthopsis austrafricana är en fisk i familjen Ogcocephalidae.
Arten förekommer i havet från sydöstra Sydafrika och södra Moçambique till östra Madagaskar. Den vistas vanligen på ett djup mellan 170 och 700 meter. Ett exemplar var 8,4 cm lång.
Individerna har flera knölar på ryggen. Artepitetet  det vetenskapliga namnet syftar på Sydafrika där de första exemplaren hittades.
För beståndet är inga hot kända. IUCN listar arten som livskraftig (LC).